# جوليو بيانكي
جوليو بيانكي (بالإيطالية: Giulio Carlo Bianchi)‏ (و. 1840 – 1898 م) هو سياسي، من مملكة إيطاليا، ولد في ميلانو، توفي في روما، عن عمر يناهز 58 عاماً.